# Új-zélandi denevér
Az új-zélandi denevér (Mystacina tuberculata) az emlősök (Mammalia) osztályának a denevérek (Chiroptera) rendjéhez, ezen belül a kis denevérek (Microchiroptera) alrendjéhez és az új-zélandi denevérfélék (Mystacinidae) családjához tartozó faj.
A család egyetlen élő faja.

## Előfordulása
Új-Zéland területén honos.

## Megjelenése
A hasa világos színű, a többi szőre szürkésbarna. Alkarhossza 40–45 mm. Testhossza 6–8 cm. Testtömege 23.50 g.

## Életmódja
Az erdőkben él. Összecsukható szárnya segíti a manőverezését. Tápláléka rovarok, nektár és pollen, más ízeltlábúak. A sajátos új-zélandi körülmények, a ragadozók hiánya miatt a más kontinenseken élő denevérekhez képest sajátos viselkedési mintákat követ, például képes a földön járkálva keresni táplálékát, valamint a hímek énekléssel keresik párjukat.

## Természetvédelmi állapota
Az erdőirtás és a betelepített állatok fenyegetik. Az IUCN vörös listáján a sebezhető kategóriában szerepel. Kiterjedt természetvédelmi tevékenység révén igyekeznek biztosítani fennmaradását.